# Campeonato Europeu de Esportes Aquáticos de 2018
O Campeonato Europeu de Esportes Aquáticos de 2018 foi a 34ª edição do evento organizado pela Liga Europeia de Natação (LEN). A competição foi realizada entre os dias 3 e 12 de agosto de 2018 em três sedes distintas, todas no Reino Unido. Glasgow, Edimburgo e Luss receberam os jogos. O evento contou com 72 provas num total de 48 nacionalidades. 

## Local do evento
O Tollcross International Swimming Centre em Glasgow sediou o evento de natação. As provas de saltos ornamentais foram realizadas na Royal Commonwealth Pool, em Edimburgo. A prova de maratona aquática foi realizada no lago Loch Lomond, em Luss.  Por fim, a prova de natação artística foi realizada no estádio Scotstoun Stadium, em Glasgow. 

## Agenda
As datas da competição por disciplina são: 
- Natação: 3 a 9 de agosto
- Natação artística: 3 a 7 de agosto
- Maratona aquática: 8 a 12 de agosto
- Saltos ornamentais: 6 a 12 de agosto

## Medalhistas

### Natação
Os resultados foram os seguintes. 
Masculino
| Evento                   | Ouro | Ouro      | Prata | Prata    | Bronze | Bronze   |
| 50 m Livre detalhes      | Ben Proud · Reino Unido | 21.34     | Kristian Gkolomeev · Grécia | 21.44    | Andrea Vergani · Itália | 21.68    |
| 100 m Livre detalhes     | Alessandro Miressi · Itália | 48.01     | Duncan Scott · Reino Unido | 48.23    | Mehdy Metella · França | 48.24    |
| 200 m Livre detalhes     | Duncan Scott · Reino Unido | 1:45.34   | Danas Rapšys · Lituânia | 1:46.07  | Mikhail Dovgalyuk · Rússia | 1:46.15  |
| 400 m Livre detalhes     | Mykhailo Romanchuk · Ucrânia | 3:45.18   | Henrik Christiansen · Noruega | 3:47.07  | Henning Mühlleitner · Alemanha | 3:47.18  |
| 800 m Livre detalhes     | Mykhailo Romanchuk · Ucrânia | 7:42.96   | Gregorio Paltrinieri · Itália | 7:45.12  | Florian Wellbrock · Alemanha | 7:45.60  |
| 1500 m Livre detalhes    | Florian Wellbrock · Alemanha | 14:36.15  | Mykhailo Romanchuk · Ucrânia | 14:36.88 | Gregorio Paltrinieri · Itália | 14:42.85 |
| 50 m Costas detalhes     | Kliment Kolesnikov · Rússia | 24.00     | Robert Glință · Roménia | 24.55    | Shane Ryan · Irlanda | 24.64    |
| 100 m Costas detalhes    | Kliment Kolesnikov · Rússia | 52.53 WJL | Evgeny Rylov · Rússia | 52.74    | Apostolos Christou · Grécia | 53.72    |
| 200 m Costas detalhes    | Evgeny Rylov · Rússia | 1:53.36 , | Radosław Kawęcki · Polónia | 1:56.07  | Matteo Restivo · Itália | 1:56.29  |
| 50 m Peito detalhes      | Adam Peaty · Reino Unido | 26.09     | Fabio Scozzoli · Itália | 26.79    | Peter John Stevens · Eslovênia | 27.06    |
| 100 m Peito detalhes     | Adam Peaty · Reino Unido | 57.10     | James Wilby · Reino Unido | 58.64    | Anton Chupkov · Rússia | 59.06    |
| 200 m Peito detalhes     | Anton Chupkov · Rússia | 2:06.80 , | James Wilby · Reino Unido | 2:08.39  | Luca Pizzini · Itália | 2:08.54  |
| 50 m Borboleta detalhes  | Andriy Govorov · Ucrânia | 22.48     | Ben Proud · Reino Unido | 22.78    | Oleg Kostin · Rússia | 22.97    |
| 100 m Borboleta detalhes | Piero Codia · Itália | 50.64     | Mehdy Metella · França | 51.24    | James Guy · Reino Unido | 51.42    |
| 200 m Borboleta detalhes | Kristóf Milák · Hungria | 1:52.79   | Tamás Kenderesi · Hungria | 1:54.36  | Federico Burdisso · Itália | 1:55.97  |
| 200 m Medley detalhes    | Jérémy Desplanches · Suíça | 1:57.04   | Philip Heintz · Alemanha | 1:57.83  | Max Litchfield · Reino Unido | 1:57.96  |
| 400 m Medley detalhes    | Dávid Verrasztó · Hungria | 4:10.65   | Max Litchfield · Reino Unido | 4:11.00  | Joan Lluis Pons · Espanha | 4:14.26  |
| 4x100 m Livre detalhes   | Rússia · Evgeny Rylov (48.62) · Danila Izotov (48.61) · Vladimir Morozov (47.61) · Kliment Kolesnikov (47.39) · Vladislav Grinev* · Ivan Kuzmenko* · Sergey Fesikov* · Andrey Zhilkin* | 3:12.23   | Itália · Luca Dotto (48.63) · Ivano Vendrame (48.73) · Lorenzo Zazzeri (48.55) · Alessandro Miressi (46.99)                                                                                  | 3:12.90  | Polónia · Jan Świtkowski (48.68) · Konrad Czerniak (49.04) · Jakub Kraska (48.07) · Kacper Majchrzak (48.41) · Jan Hołub*                                      | 3:14.20  |
| 4x200 m Livre detalhes   | Reino Unido · Calum Jarvis (1:47.17) · Duncan Scott (1:45.48) · Thomas Dean (1:47.07) · James Guy (1:45.60) · Stephen Milne* · Cameron Kurle*                                          | 7:05.32   | Rússia · Mikhail Vekovishchev (1:46.78) · Martin Malyutin (1:46.84) · Danila Izotov (1:46.86) · Mikhail Dovgalyuk (1:46.18) · Viacheslav Andrusenko*                                         | 7:06.66  | Itália · Alessio Proietti Colonna (1:48.20) · Filippo Megli (1:45.44) · Matteo Ciampi (1:46.49) · Mattia Zuin (1:47.45) · Stefano Di Cola*                     | 7:07.58  |
| 4x100 m Medley detalhes  | Reino Unido · Nicholas Pyle (54.58) · Adam Peaty (57.60) · James Guy (50.91) · Duncan Scott (47.35) · Brodie Williams* · James Wilby* · Jacob Peters*                                  | 3:30.44   | Rússia · Kliment Kolesnikov (52.77) · Anton Chupkov (1:00.40) · Egor Kuimov (51.42) · Vladimir Morozov (47.44) · Evgeny Rylov* · Kirill Prigoda* · Aleksandr Sadovnikov* · Vladislav Grinev* | 3:32.03  | Alemanha · Christian Diener (54.19) · Fabian Schwingenschlögl (1:00.00) · Marius Kusch (51.58) · Damian Wierling (47.75) · Jan-Philip Glania* · Philip Heintz* | 3:33.52  |

*Atletas que competiram apenas nas baterias e receberam medalhas
Feminino
| Evento                   | Ouro | Ouro     | Prata | Prata      | Bronze | Bronze   |
| 50 m Livre detalhes      | Sarah Sjöström · Suécia | 23.74    | Pernille Blume · Dinamarca | 23.75      | Ranomi Kromowidjojo · Países Baixos | 24.21    |
| 100 m Livre detalhes     | Sarah Sjöström · Suécia | 52.93    | Femke Heemskerk · Países Baixos | 53.23      | Charlotte Bonnet · França | 53.35    |
| 200 m Livre detalhes     | Charlotte Bonnet · França | 1:54.95  | Femke Heemskerk · Países Baixos | 1:56.72    | Anastasia Guzhenkova · Rússia | 1:56.77  |
| 400 m Livre detalhes     | Simona Quadarella · Itália | 4:03.35  | Ajna Késely · Hungria | 4:03.57 EJ | Holly Hibbott · Reino Unido | 4:05.01  |
| 800 m Livre detalhes     | Simona Quadarella · Itália | 8:16.45  | Ajna Késely · Hungria | 8:22.01 EJ | Anna Egorova · Rússia | 8:24.71  |
| 1500 m Livre detalhes    | Simona Quadarella · Itália | 15:51.61 | Sarah Köhler · Alemanha | 15:57.85   | Ajna Késely · Hungria | 16:03.22 |
| 50 m Costas detalhes     | Georgia Davies · Reino Unido | 27.23    | Anastasia Fesikova · Rússia | 27.31      | Mimosa Jallow · Finlândia | 27.70    |
| 100 m Costas detalhes    | Anastasia Fesikova · Rússia | 59.19    | Georgia Davies · Reino Unido | 59.36      | Carlotta Zofkova · Itália | 59.61    |
| 200 m Costas detalhes    | Margherita Panziera · Itália | 2:06.18  | Daria Ustinova · Rússia | 2:07.12    | Katalin Burián · Hungria | 2:07.43  |
| 50 m Peito detalhes      | Yuliya Yefimova · Rússia | 29.81    | Imogen Clark · Reino Unido | 30.34      | Arianna Castiglioni · Itália | 30.41    |
| 100 m Peito detalhes     | Yuliya Yefimova · Rússia | 1:05.53  | Rūta Meilutytė · Lituânia | 1:06.26    | Arianna Castiglioni · Itália | 1:06.54  |
| 200 m Peito detalhes     | Yuliya Yefimova · Rússia | 2:21.32  | Jessica Vall · Espanha | 2:23.01    | Molly Renshaw · Reino Unido | 2:23.43  |
| 50 m Borboleta detalhes  | Sarah Sjöström · Suécia | 25.16    | Emilie Beckmann · Dinamarca | 25.72      | Kimberly Buys · Bélgica | 25.74    |
| 100 m Borboleta detalhes | Sarah Sjöström · Suécia | 56.23    | Svetlana Chimrova · Rússia | 57.40      | Elena Di Liddo · Itália | 57.68    |
| 200 m Borboleta detalhes | Boglárka Kapás · Hungria | 2:07.13  | Svetlana Chimrova · Rússia | 2:07.33    | Alys Thomas · Reino Unido | 2:07.42  |
| 200 m Medley detalhes    | Katinka Hosszú · Hungria | 2:10.17  | Ilaria Cusinato · Itália | 2:10.25    | Maria Ugolkova · Suíça | 2:10.83  |
| 400 m Medley detalhes    | Fantine Lesaffre · França | 4:34.17  | Ilaria Cusinato · Itália | 4:35.05    | Hannah Miley · Reino Unido | 4:35.34  |
| 4x100 m Livre detalhes   | França · Marie Wattel (54.35) · Charlotte Bonnet (52.20) · Margaux Fabre (54.41) · Béryl Gastaldello (53.69) · Anouchka Martin* · Assia Touati*                                 | 3:34.65  | Países Baixos · Kim Busch (54.75) · Femke Heemskerk (52.33) · Kira Toussaint (54.47) · Ranomi Kromowidjojo (53.22) · Marjolein Delno*              | 3:34.77    | Dinamarca · Pernille Blume (52.83) · Signe Bro (54.59) · Julie Kepp Jensen (55.19) · Mie Nielsen (54.42) · Emily Gantriis*                | 3:37.03  |
| 4x200 m Livre detalhes   | Reino Unido · Ellie Faulkner (1:59.25) · Kathryn Greenslade (1:57.94) · Holly Hibbott (1:58.46) · Freya Anderson (1:56.00) · Lucy Hope*                                         | 7:51.65  | Rússia · Valeriya Salamatina (1:58.72) · Anna Egorova (1:58.18) · Arina Openysheva (1:58.48) · Anastasia Guzhenkova (1:57.49) · Irina Krivonogova* | 7:52.87    | Alemanha · Reva Foos (1:58.90) · Isabel Marie Gose (1:58.22) · Sarah Köhler (1:58.99) · Annika Bruhn (1:57.65) · Marie Pietruschka*       | 7:53.76  |
| 4x100 m Medley detalhes  | Rússia · Anastasia Fesikova (59.56) · Yuliya Yefimova (1:03.95) · Svetlana Chimrova (57.34) · Maria Kameneva (53.37) · Daria Ustinova* · Vitalina Simonova* · Arina Openysheva* | 3:54.22  | Dinamarca · Mie Nielsen (59.76) · Rikke Møller Pedersen (1:07.50) · Emilie Beckmann (57.66) · Pernille Blume (51.77)                               | 3:56.69    | Reino Unido · Georgia Davies (59.44) · Siobhan-Marie O'Connor (1:07.22) · Alys Thomas (57.56) · Freya Anderson (52.69) · Kathleen Dawson* | 3:56.91  |

*Atletas que competiram apenas nas baterias e receberam medalhas
Equipe mista
| Evento                  | Ouro | Ouro      | Prata | Prata   | Bronze | Bronze  |
| 4x100 m Livre detalhes  | França · Jérémy Stravius (48.81) · Mehdy Metella (47.45) · Marie Wattel (53.47) · Charlotte Bonnet (52.34) · Maxime Grousset* · Margaux Fabre* · Béryl Gastaldello* | 3:22.07   | Países Baixos · Nyls Korstanje (49.40) · Stan Pijnenburg (48.74) · Femke Heemskerk (52.62) · Ranomi Kromowidjojo (53.21) · Kyle Stolk* · Kira Toussaint*                                                                      | 3:23.97 | Rússia · Kliment Kolesnikov (48.45) · Vladislav Grinev (47.69) · Maria Kameneva (53.90) · Arina Openysheva (54.46) · Danila Izotov* · Rozaliya Nasretdinova*                 | 3:24.50 |
| 4x200 m Livre detalhes  | Alemanha · Jacob Heidtmann (1:46.52) · Henning Mühlleitner (1:47.32) · Reva Foos (1:58.25) · Annika Bruhn (1:56.34) · Marius Zobel* · Isabel Marie Gose*            | 7:28.     | Rússia · Mikhail Vekovishchev (1:47.10) · Mikhail Dovgalyuk (1:47.37) · Valeriya Salamatina (1:56.18) · Viktoriya Andreeva (1:58.72) · Martin Malyutin* · Vyacheslav Andrusenko* · Irina Krivonogova* · Anastasia Guzhenkova* | 7:29.37 | Reino Unido · Stephen Milne (1:47.77) · Craig McLean (1:48.34) · Kathryn Greenslade (1:57.81) · Freya Anderson (1:55.80) · Cameron Kurle* · Holly Hibbott*                   | 7:29.72 |
| 4x100 m Medley detalhes | Reino Unido · Georgia Davies (59.12) · Adam Peaty (57.27) · James Guy (50.96) · Freya Anderson (52.83) · Nicholas Pyle* · Charlotte Atkinson*                       | 3:40.18 , | Rússia · Kliment Kolesnikov (52.51) · Yuliya Yefimova (1:05.07) · Svetlana Chimrova (57.30) · Vladimir Morozov (47.83) · Grigoriy Tarasevich* · Ilya Khomenko* · Viktoriya Andreyeva* · Maria Kameneva*                       | 3:42.71 | Itália · Margherita Panziera (1:00.11) · Fabio Scozzoli (59.46) · Elena Di Liddo (57.68) · Alessandro Miressi (47.60) · Matteo Restivo* · Arianna Castiglioni* · Luca Dotto* | 3:44.85 |

*Atletas que competiram apenas nas baterias e receberam medalhas

### Natação artística
Os resultados foram os seguintes. 
Feminino
| Evento                         | Ouro | Ouro    | Prata | Prata   | Bronze | Bronze  |
| Rotina Livre detalhes          | Svetlana Kolesnichenko · Rússia | 94.9333 | Linda Cerruti · Itália | 92.5000 | Yelyzaveta Yakhno · Ucrânia | 92.1333 |
| Rotina Técnica detalhes        | Svetlana Kolesnichenko · Rússia | 93.4816 | Yelyzaveta Yakhno · Ucrânia | 91.3517 | Linda Cerruti · Itália | 90.1778 |
| Dueto Livre detalhes           | Rússia · Svetlana Kolesnichenko · Varvara Subbotina | 96.7000 | Ucrânia · Anastasiya Savchuk · Yelyzaveta Yakhno | 93.4000 | Itália · Linda Cerruti · Costanza Ferro | 92.1333 |
| Dueto Técnica detalhes         | Rússia · Svetlana Kolesnichenko · Varvara Subbotina | 95.1035 | Ucrânia · Anastasiya Savchuk · Yelyzaveta Yakhno | 92.6188 | Itália · Linda Cerruti · Costanza Ferro | 89.7519 |
| Equipe Livre detalhes          | Rússia · Anastasia Arkhipovskaya · Anastasia Bayandina · Daria Bayandina · Marina Goliadkina · Veronika Kalinina · Polina Komar · Maria Shurochkina · Darina Valitova · Mikhaela Kalancha                                                              | 97.0333 | Ucrânia · Valeriia Aprielieva · Veronika Hryshko · Oleksandra Kashuba · Yana Nariezhna · Kateryna Reznik · Anastasiya Savchuk · Alina Shynkarenko · Yelyzaveta Yakhno · Maryna Aleksiiva · Oleksandra Kovalenko            | 94.6000 | Itália · Beatrice Callegari · Linda Cerruti · Francesca Deidda · Costanza Di Camillo · Costanza Ferro · Gemma Galli · Alessia Pezone · Enrica Piccoli · Domiziana Cavanna · Federica Sala | 92.2333 |
| Equipe Técnica detalhes        | Rússia · Anastasia Arkhipovskaya · Anastasia Bayandina · Daria Bayandina · Marina Goliadkina · Mikhaela Kalancha · Veronika Kalinina · Polina Komar · Maria Shurochkina · Darina Valitova                                                              | 94.6000 | Ucrânia · Maryna Aleksiiva · Vladyslava Aleksiiva · Oleksandra Kashuba · Oleksandra Kovalenko · Yana Nariezhna · Anastasiya Savchuk · Alina Shynkarenko · Yelyzaveta Yakhno · Valeriia Aprielieva · Veronika Hryshko       | 90.7439 | Itália · Beatrice Callegari · Domiziana Cavanna · Linda Cerruti · Francesca Deidda · Costanza Di Camillo · Costanza Ferro · Gemma Galli · Enrica Piccoli · Alessia Pezone · Federica Sala | 90.3553 |
| Combinação de Rotinas detalhes | Ucrânia · Maryna Aleksiiva · Vladyslava Aleksiiva · Valeriia Aprielieva · Marta Fiedina · Oleksandra Kashuba · Yana Nariezhna · Kateryna Reznik · Anastasiya Savchuk · Alina Shynkarenko · Yelyzaveta Yakhno · Veronika Hryshko · Oleksandra Kovalenko | 94.4667 | Itália · Beatrice Callegari · Domiziana Cavanna · Linda Cerruti · Francesca Deidda · Costanza Di Camillo · Costanza Ferro · Gemma Galli · Alessia Pezone · Enrica Piccoli · Federica Sala · Marta Murru · Francesca Zunino | 92.6000 | Espanha · Leyre Abadía · Abril Conesa · Berta Ferreras · Emma García · María Juárez · Meritxell Mas · Elena Melián · Paula Ramírez · Sara Saldaña · Blanca Toledano · Iris Tió            | 91.4667 |

Misto
| Evento                 | Ouro                                              | Ouro    | Prata                                      | Prata   | Bronze                               | Bronze  |
| Dueto Livre detalhes   | Rússia · Mayya Gurbanberdieva · Aleksandr Maltsev | 92.4000 | Itália · Manila Flamini · Giorgio Minisini | 90.7333 | Espanha · Berta Ferreras · Pau Ribes | 85.4333 |
| Dueto Técnico detalhes | Rússia · Mayya Gurbanberdieva · Aleksandr Maltsev | 89.5853 | Itália · Manila Flamini · Giorgio Minisini | 88.6973 | Espanha · Berta Ferreras · Pau Ribes | 82.3217 |

### Maratona Aquática
Os resultados foram os seguintes. 
Masculino
| Evento         | Ouro                           | Ouro      | Prata                       | Prata     | Bronze                  | Bronze    |
| 5 km detalhes  | Kristóf Rasovszky · Hungria    | 52:38.9   | Axel Reymond · França       | 52:41.7   | Logan Fontaine · França | 52:44.4   |
| 10 km detalhes | Ferry Weertman · Países Baixos | 1:49:28.2 | Kristóf Rasovszky · Hungria | 1:49:28.2 | Rob Muffels · Alemanha  | 1:49:33.7 |
| 25 km detalhes | Kristóf Rasovszky · Hungria    | 4:57.53.5 | Kirill Belyaev · Rússia     | 4:57:54.6 | Matteo Furlan · Itália  | 4:57:55.8 |

Feminino
| Evento         | Ouro                                  | Ouro      | Prata                                 | Prata     | Bronze                          | Bronze    |
| 5 km detalhes  | Sharon van Rouwendaal · Países Baixos | 56:01.0   | Leonie Beck · Alemanha                | 56:17.8   | Rachele Bruni · Itália          | 56:49.7   |
| 10 km detalhes | Sharon van Rouwendaal · Países Baixos | 1:54:45.7 | Giulia Gabbrielleschi · Itália        | 1:54:53.0 | Esmee Vermeulen · Países Baixos | 1:55:27.4 |
| 25 km detalhes | Arianna Bridi · Itália                | 5:19:34.6 | Sharon van Rouwendaal · Países Baixos | 5:19:34.7 | Lara Grangeon · França          | 5:19:42.9 |

Equipe mista
| Evento          | Ouro                                                                                    | Ouro    | Prata                                                                     | Prata   | Bronze                                                                 | Bronze  |
| Equipe detalhes | Países Baixos · Esmee Vermeulen · Sharon van Rouwendaal · Pepijn Smits · Ferry Weertman | 52:35.0 | Alemanha · Leonie Beck · Sarah Köhler · Sören Meißner · Florian Wellbrock | 52:35.6 | França · Lara Grangeon · David Aubry · Lisa Pou · Marc-Antoine Olivier | 52:46.7 |

### Saltos Ornamentais
Os resultados foram os seguintes. 
Masculino
| Evento                                | Ouro                                        | Ouro   | Prata                                       | Prata  | Bronze                                        | Bronze |
| Trampolim 1 m individual detalhes     | Jack Laugher · Reino Unido                  | 414.60 | Giovanni Tocci · Itália                     | 401.10 | James Heatly · Reino Unido                    | 391.70 |
| Trampolim 3 m individual detalhes     | Jack Laugher · Reino Unido                  | 525.95 | Ilia Zakharov · Rússia                      | 519.05 | Evgeny Kuznetsov · Rússia                     | 508.05 |
| Trampolim 3 m sincronizado detalhes   | Rússia · Evgeny Kuznetsov · Ilia Zakharov   | 431.16 | Reino Unido · Jack Laugher · Chris Mears    | 430.62 | Alemanha · Patrick Hausding · Lars Rüdiger    | 394.77 |
| Plataforma 10 m individual detalhes   | Aleksandr Bondar · Rússia                   | 542.05 | Nikita Shleikher · Rússia                   | 481.15 | Benjamin Auffret · França                     | 480.60 |
| Plataforma 10 m sincronizado detalhes | Rússia · Aleksandr Bondar · Viktor Minibaev | 423.12 | Reino Unido · Matthew Dixon · Noah Williams | 399.90 | Armênia · Vladimir Harutyunyan · Lev Sargsyan | 396.84 |

Feminino
| Evento                                | Ouro                                        | Ouro   | Prata                                           | Prata  | Bronze                                       | Bronze |
| Trampolim 1 m individual detalhes     | Maria Poliakova · Rússia                    | 285.55 | Nadezhda Bazhina · Rússia                       | 276.00 | Elena Bertocchi · Itália                     | 271.25 |
| Trampolim 3 m individual detalhes     | Grace Reid · Reino Unido                    | 329.40 | Alicia Blagg · Reino Unido                      | 327.70 | Tina Punzel · Alemanha                       | 324.65 |
| Trampolim 3 m sincronizado detalhes   | Itália · Elena Bertocchi · Chiara Pellacani | 289.26 | Alemanha · Lena Hentschel · Tina Punzel         | 286.80 | Rússia · Nadezhda Bazhina · Kristina Ilinykh | 282.90 |
| Plataforma 10 m individual detalhes   | Celine van Duijn · Países Baixos            | 319.10 | Noemi Batki · Itália                            | 315.00 | Maria Kurjo · Alemanha                       | 308.15 |
| Plataforma 10 m sincronizado detalhes | Reino Unido · Eden Cheng · Lois Toulson     | 289.74 | Rússia · Ekaterina Beliaeva · Yulia Timoshinina | 288.60 | Alemanha · Maria Kurjo · Elena Wassen        | 284.64 |

Misto
| Evento                                | Ouro                                          | Ouro   | Prata                                    | Prata  | Bronze                                           | Bronze |
| Trampolim 3 m sincronizado detalhes   | Alemanha · Tina Punzel · Lou Massenberg       | 313.50 | Reino Unido · Grace Reid · Ross Haslam   | 308.67 | Ucrânia · Viktoriya Kesar · Stanislav Oliferchyk | 291.81 |
| Plataforma 10 m sincronizado detalhes | Rússia · Nikita Shleikher · Yulia Timoshinina | 309.63 | Reino Unido · Matthew Lee · Lois Toulson | 307.80 | Alemanha · Florian Fandler · Christina Wassen    | 278.64 |
| Equipe detalhes                       | Ucrânia · Oleh Kolodiy · Sofiya Lyskun        | 355.90 | Alemanha · Lou Massenberg · Maria Kurjo  | 352.60 | Rússia · Yulia Timoshinina · Evgeny Kuznetsov    | 349.55 |

## Quadro de medalhas
| Ordem | País          | Medalha de ouro | Medalha de prata | Medalha de bronze | Total |
| ----- | ------------- | --------------- | ---------------- | ----------------- | ----- |
| 1     | Rússia        | 23              | 15               | 9                 | 47    |
| 2     | Reino Unido   | 13              | 12               | 9                 | 34    |
| 3     | Itália        | 8               | 12               | 19                | 39    |
| 4     | Hungria       | 6               | 4                | 2                 | 12    |
| 5     | Ucrânia       | 5               | 6                | 2                 | 13    |
| 6     | Países Baixos | 5               | 5                | 2                 | 12    |
| 7     | França        | 4               | 2                | 6                 | 12    |
| 8     | Suécia        | 4               | 0                | 0                 | 4     |
| 9     | Alemanha      | 3               | 6                | 10                | 19    |
| 10    | Suíça         | 1               | 0                | 1                 | 2     |
| 11    | Dinamarca     | 0               | 3                | 1                 | 4     |
| 12    | Lituânia      | 0               | 2                | 0                 | 2     |
| 13    | Espanha       | 0               | 1                | 4                 | 5     |
| 14    | Grécia        | 0               | 1                | 1                 | 2     |
| 14    | Polónia       | 0               | 1                | 1                 | 2     |
| 16    | Noruega       | 0               | 1                | 0                 | 1     |
| 16    | Roménia       | 0               | 1                | 0                 | 1     |
| 18    | Armênia       | 0               | 0                | 1                 | 1     |
| 18    | Bélgica       | 0               | 0                | 1                 | 1     |
| 18    | Finlândia     | 0               | 0                | 1                 | 1     |
| 18    | Irlanda       | 0               | 0                | 1                 | 1     |
| 18    | Eslovênia     | 0               | 0                | 1                 | 1     |
| Total | Total         | 72              | 72               | 72                | 216   |

Legenda
| Recorde mundial       | Recorde mundial (World record)               |                       | Recorde africano                      | Recorde africano (African) |                                           | Q | Classificado por posição (Qualified) |
| Recorde do campeonato | Recorde do campeonato (Championship record)  | Recorde da América    | Recorde da América (Americas)         | q                          | Classificado por melhor tempo (Qualified) |   |                                      |
| Melhor marca do ano   | Melhor marca do ano (World leading)          | Recorde asiático      | Recorde asiático (Asian)              | DNS                        | Não largou (Did not start)                |   |                                      |
| Recorde nacional      | Recorde nacional (National record)           | Recorde europeu       | Recorde europeu (European)            | DNF                        | Não terminou (Did not finish)             |   |                                      |
| Recorde pessoal       | Recorde pessoal do atleta (Personal best)    | Recorde da Oceania    | Recorde da Oceania (Oceania)          | DSQ / DQ                   | Desclassificado (Disqualified)            |   |                                      |
| Recorde da temporada  | Recorde da temporada do atleta (Season best) | Recorde sul-americano | Recorde sul-americano (South America) | NM                         | Sem marca (No mark)                       |   |                                      |